# Trollmal
Trollmal (Elatobia montelliella) är en fjärilsart som beskrevs av Schantz 1951. Trollmal ingår i släktet Elatobia och familjen äkta malar.
Artens utbredningsområde är Finland. Enligt den finländska rödlistan är arten otillräckligt studerad i Finland. Arten har ej påträffats i Sverige. Inga underarter finns listade i Catalogue of Life.